# Biblioteca Jagellonica

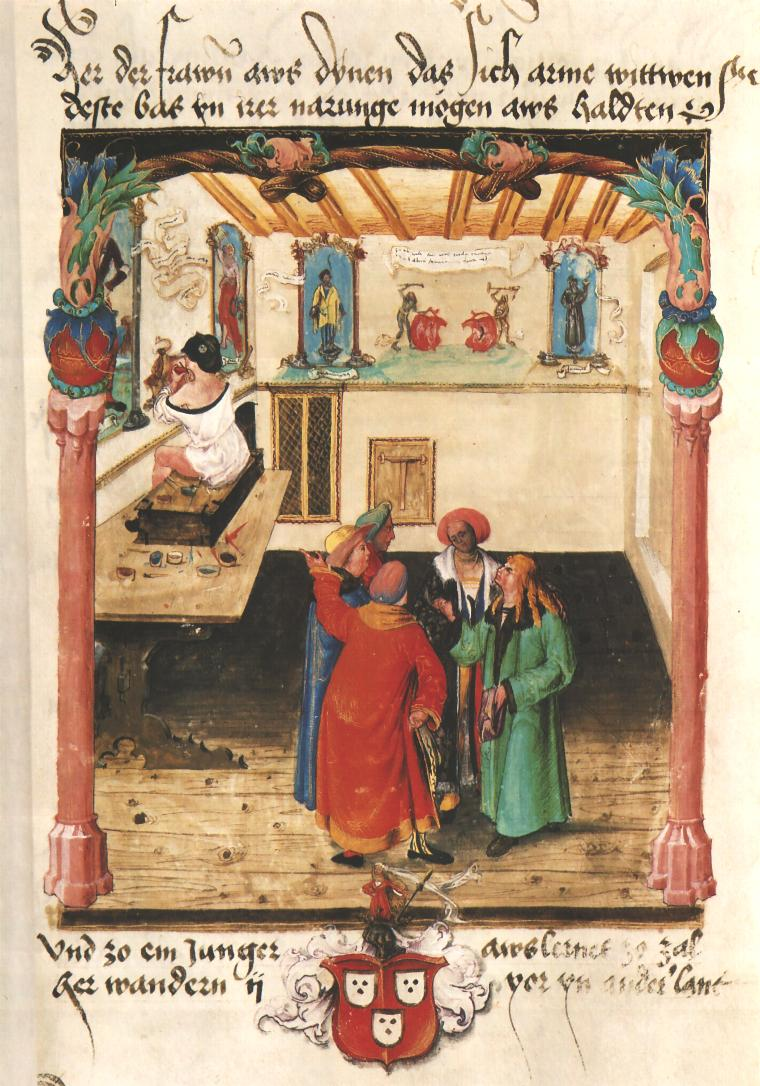
Incunabolo dal Balthasar Behem Codex, Biblioteka Jagiellońska

La Biblioteca Jagellonica (Biblioteka Jagiellońska in polacco) insieme alla Biblioteca di Medicina e alle altre 44 biblioteche del circuito universitario fa parte del sistema bibliotecario dell'Università Jagellonica di Cracovia. Data la vastità delle collezioni e delle pubblicazioni in lingua polacca detiene anche lo status di biblioteca nazionale ricevendo, per legge, almeno una copia di ogni pubblicazione in lingua polacca stampata in Polonia e all'estero.
Il patrimonio della biblioteca consiste di: (dati aggiornati al 2006)
- 2.051.925 volumi
- 753.886 giornali e riviste
- 105.872 incunaboli
- 50.873 stampe
- 47.678 mappe e opere cartografiche
- 38.194 manoscritti e stampe musicali
- 30.466 manoscritti

## Storia
La storia della Biblioteca Jagellonica è strettamente legata a quella dell'omonima università fondata nel 1364.
Il primo nucleo di libri fu raccolto sul finire del XIV secolo e tutto il XV dagli studenti dell'università che si tramandavano da una generazione all'altra i testi di studio che abbracciavano la filosofia, il diritto, la teologia e la medicina. Questi libri, conservati qua e là nei collegi e negli ostelli studenteschi, erano generalmente doni di professori ai loro alunni al momento della laurea. A un certo punto le donazioni furono così tante che alla fine del Quattrocento fu deciso di raccogliere tutti i testi e conservarli in uno stesso luogo all'interno del Collegium Maius (il Collegio Maggiore) ovvero la sede dell'università.
Nel 1515 per intercessione del professore di teologia Tomasz Obiedziński, la biblioteca ottenne un'ala del campus esclusivamente dedicata. Ancora oggi, la sala di lettura in stile gotico dell'università, porta il suo nome: sala Obiedzińskiego.
Bartłomiej da Lipnica, nel 1536 dette vita a una fondazione che si occupasse di custodire i libri della biblioteca e di istituire un regolare servizio bibliotecario che non solo permettesse la regolare consultazione dei testi ma si preoccupasse anche di acquisirne di nuovi.
Il salto di qualità della biblioteca avvenne nel 1773 con la riforma dell'università di Cracovia portata avanti dalla Commissione Nazionale per l'Istruzione che dotò sia l'una che l'altra di un fondo stabile per le acquisizioni di nuovo materiale librario. All'epoca contava già 32.000 volumi e 1.926 manoscritti che per la prima volta furono organizzati e catalogati in modo scientifico.
Sotto la direzione di Jerzy Samuel Bandtkie (1811-1835) la collezione conobbe un periodo di forte espansione tanto che si dovette ingrandire l'edificio che la ospitava. Il suo successore, Józef Muczkowski, catalogò nuovamente buona parte del materiale di più rara consultazione e rese più facilmente accessibili mappe e atlanti. Karol Estreicher (1868-1905), creatore del sistema bibliografico nazionale, portò il numero dei libri dell'istituto alla cifra record di 85.000 pezzi riuscendo ad ottenere per la biblioteca lo status di "Bibliotheca Patria" cioè di biblioteca nazionale. Nel 1940 fu inaugurata la nuova e attuale sede della biblioteca.
Dopo la fine della Seconda guerra mondiale la collezione cominciò a crescere in modo esponenziale fino a toccare le 40.000 nuove acquisizioni all'anno. 
Nel 1993 l'American A. Mellon Foundation donò i fondi per acquistare macchinari e software per l'informatizzazione della struttura e dei cataloghi secondo il Virginia Tech Library System (VTLS).